# Masters de Indian Wells 1997
El 1997 Newsweek Champions Cup and the State Farm Evert Cup fue la 21.ª edición del Abierto de Indian Wells, un torneo del circuito ATP y WTA Tour. Se llevó a cabo en las canchas duras de Indian Wells, en California (Estados Unidos), entre el 7 y el 16 de marzo de ese año.

## Ganadores

### Individual masculino
Michael Chang venció a  Bohdan Ulihrach, 4–6, 6–3, 6–4, 6–3

### Individual femenino
Lindsay Davenport venció a  Irina Spîrlea, 6–2, 6–1

### Dobles masculino
Mark Knowles /  Daniel Nestor vencieron a  Mark Philippoussis /  Patrick Rafter, 7–6, 4–6, 7–5

### Dobles femenino
Lindsay Davenport /  Natasha Zvereva vencieron a  Lisa Raymond /  Nathalie Tauziat, 7–5, 6–2